# Дом А. Балабанова
Дом А. Балабанова — ростовский памятник градостроительства и архитектуры. Здание расположено в Нахичеванском микрорайоне города на улице 27-я линия. Построено в 1830-е годы в стиле русский классицизм. С 1998 года зданию присвоен статус объекта культурного наследия России регионального значения. В 1865 году здание было впервые капитально отреставрировано, в результате чего некоторые детали фасада были изменены — например, коринфские колонны заменены на дорические. Также изначально здание стояло в окружении обширного сада площадью 1500 м2, но, по мере развития Нахичевани-на-Дону, квартал, где стоит дом, был уплотнен.